# Château de Brangues
Le château de Brangues est un château de plaisance, des XVIIe et XVIIIe siècles, qui réemploie les restes d'une ancienne maison forte du XIVe siècle, qui se dresse sur la commune de Brangues dans le département de l'Isère en région Rhône-Alpes.
Le château est connu pour avoir été la propriété du dramaturge, poète et diplomate français Paul Claudel, de 1927 jusqu'à sa mort en 1955. Il est ainsi parfois désigné par l'appellation « Domaine Paul Claudel ». L'édifice et son parc font l’objet d’une inscription au titre des monuments historiques par arrêté du 11 mars 1964, renouvelé et mis à jour le 6 février 2014.

## Situation et accès

### Situation
Le château de Brangues est situé dans la partie septentrionale du département français de l'Isère, à proximité du département de l'Ain, sur le territoire de la commune de Brangues, à 225 mètres d'altitude. 
Le château et son parc de dix-sept hectares sont situés sur une hauteur, à l’orée du village de Brangues, non loin du Rhône, dans la partie septentrionale du département l’Isère et à distance égale de Grenoble, Lyon et Genève.

### Accès
Le territoire de la commune de Brangues est situé à l'écart des voies de grandes circulation. L'autoroute la plus proche est l'A43 qui relie L'agglomération lyonnaise à celles de Chambéry et d'Annecy. De nombreuses sorties (notamment celle de La Tour-du-Pin et celle des Avenières) permettent de rejoindre le château en empruntant des routes départementales.
- Depuis La Tour-du-Pin, la RD 16 qui rejoint la commune de Morestel, puis la RD 60a qui rejoint le bourg de Brangues.
- Depuis Les Avenières, la RD 40d qui rejoint la commune du Bouchage, puis qui rejoint le bourg Brangues.

## Histoire

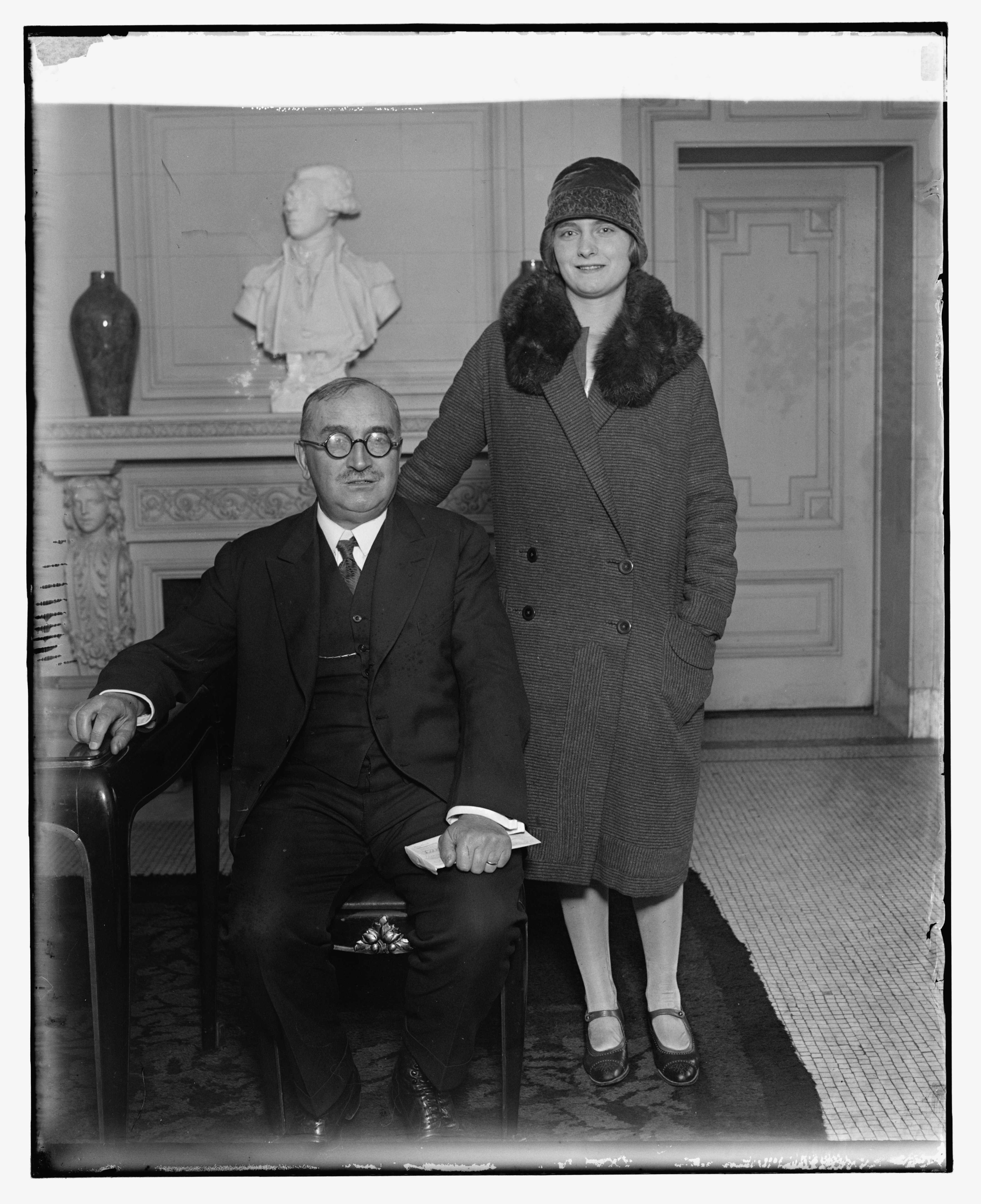
Paul Claudel et son épouse Reine Sainte-Marie-Perrin en 1927.

La construction de l’édifice, simple maison forte, débute au XIVe siècle par la décision de la maison des Rossillon, puissante famille du Dauphiné. Au XVe siècle, la famille est dépossédée de ses terres par le roi de France Louis XI qui la remet à Imbert de Baternay qui agrandit le bâtiment d'origine en faisant construire l'aile est, flanquée d'une tour en poivrière. Plus tard, Diane de Poitiers, fille de Jeanne de Baternay, épouse Jean de Poitiers et favorite du roi de France Henri II, possède quelque temps les terres de Brangues et du Bouchage.
En 1609, le château est acheté par la famille Gratet du Bouchage qui fait édifier les ailes sud et ouest, puis en 1830, le domaine est vendu au marquis de Quinsonnas, issu d'une famille proche des Virieu, autre grande famille de l'ancienne province du Dauphiné. Cette dernière en devient d'ailleurs propriétaire en 1856,.
En 1927, l'écrivain Paul Claudel fait l'acquisition du château et de son domaine afin d'y passer ses étés. Il décédera dans son logement de Paris, mais selon son souhait, son corps sera transporté jusqu'au domaine et il y sera inhumé dans une sépulture  toujours visible en 2023.
En 2008, le conseil départemental de l'Isère envisage de procéder à l'acquisition du château et de son domaine à la famille afin de créer un site culturel, mais André Vallini, président de cette collectivité locale, finit par renoncer.

## Description
Cette construction, datant en grande partie des XVIIe et XVIIIe siècles, réemploie une grosse tour ronde du XIVe siècle, aux murs épais de  deux mètres et dans sa partie nord des restes de construction des XIVe et XVe siècles. En raison de ses modifications et agrandissements successifs, l’édifice présente un plan atypique en forme de "P". Trois ailes dessinent une cour trapézoïdale cantonnée dans son angle nord-est avec la tour ronde.

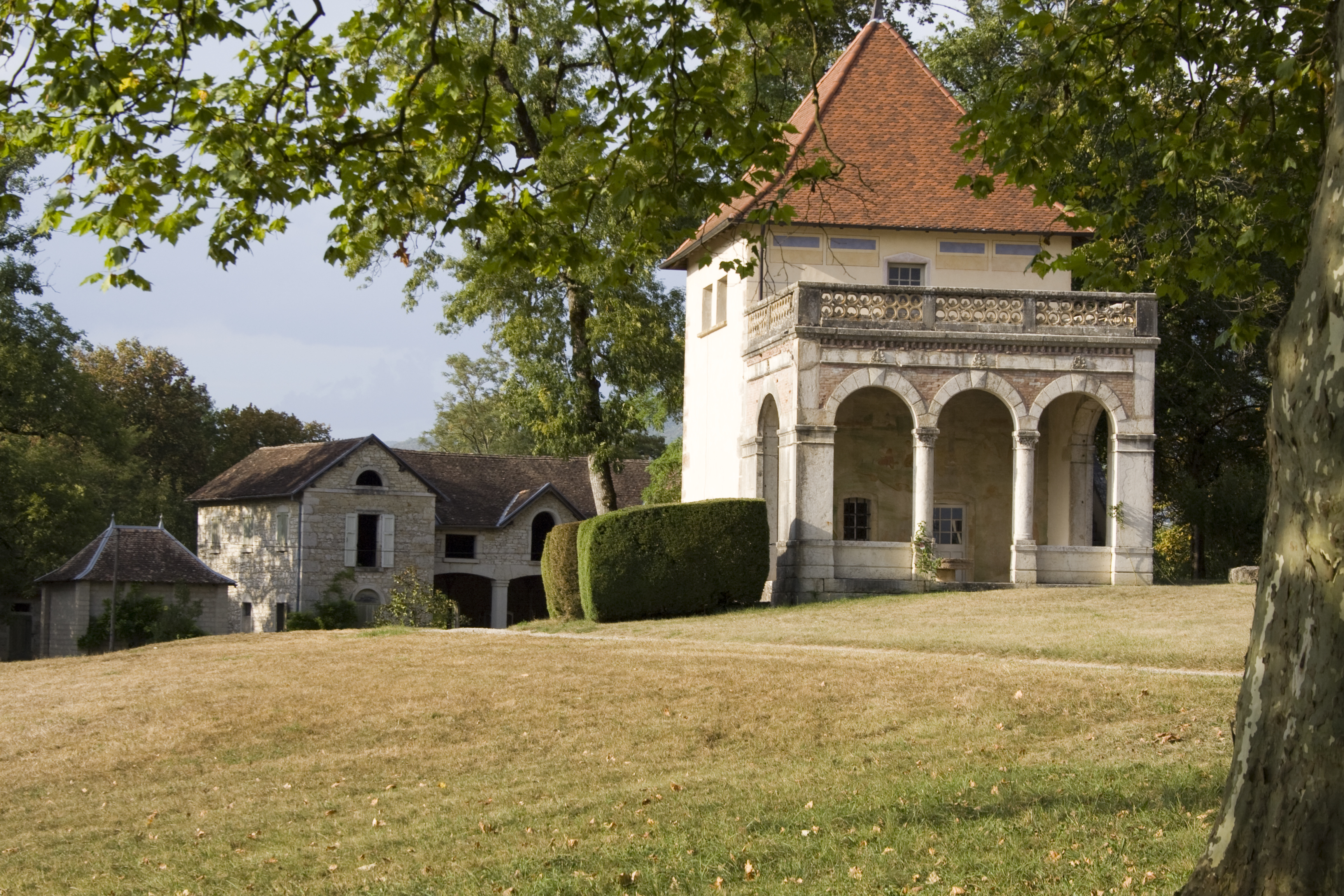
Vue du château.
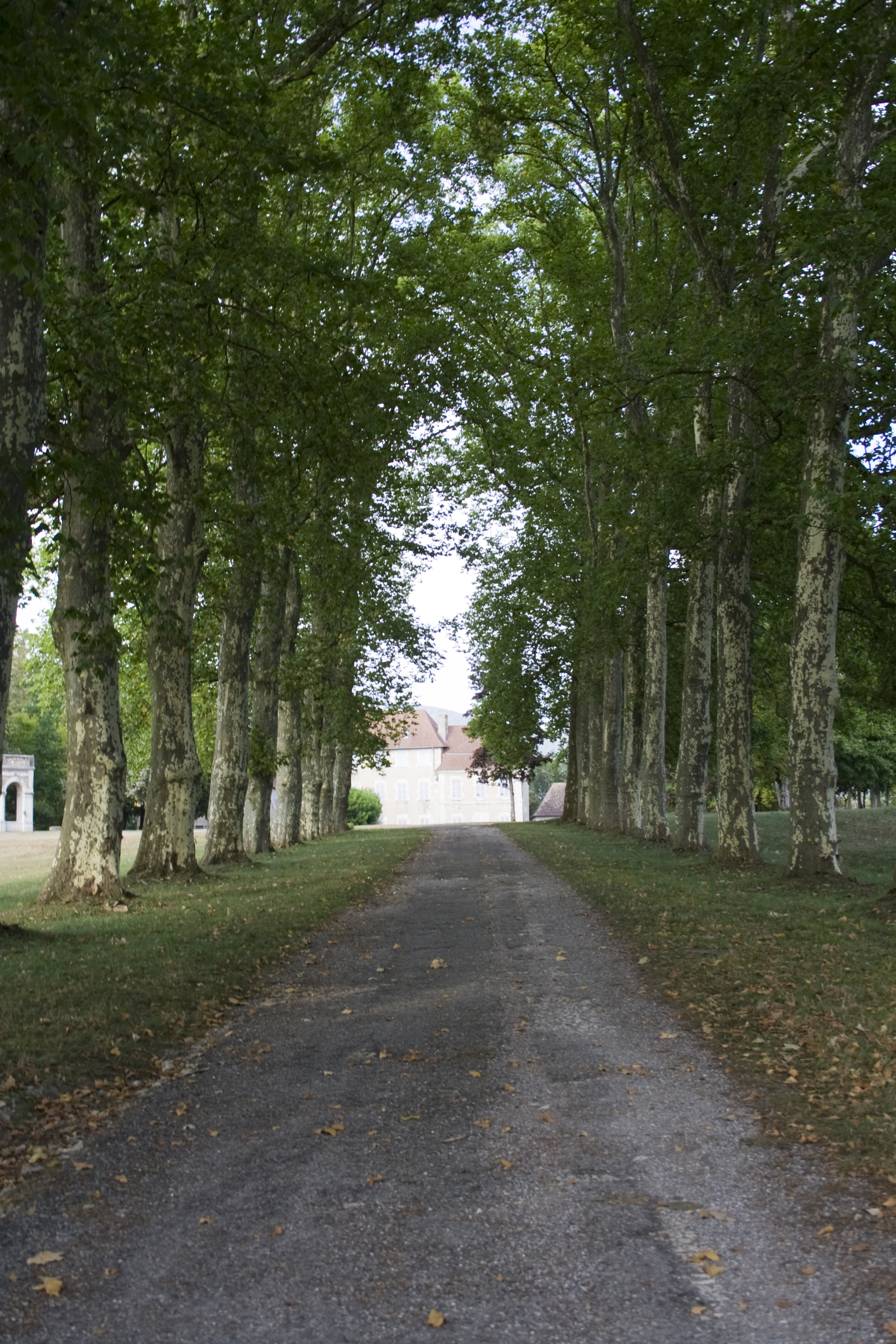
Allée du château.

À l’intérieur, des éléments du mobilier évoquent la carrière de Paul Claudel en Chine, à Prague et à Bruxelles. 
Le domaine possède également des communs (lavoir, anciennes écuries, maison de gardien) ainsi qu'un élégant pavillon qui servait d'orangerie en bordure de l'allée qui mène au château. La façade remaniée au XIVe siècle donne sur un immense parc, planté d'arbres centenaires mais aussi de prés et verger, édifiés au XVIIIe siècle. La grille a été réalisée pour Baudet de Groslée en 1845. 
La tombe de Paul Claudel est située au fond du parc. Le site comprend également un grand parc ainsi qu'une ferme, utilisée dans le cadre d'événements privés .

Tombe de Paul Claudel
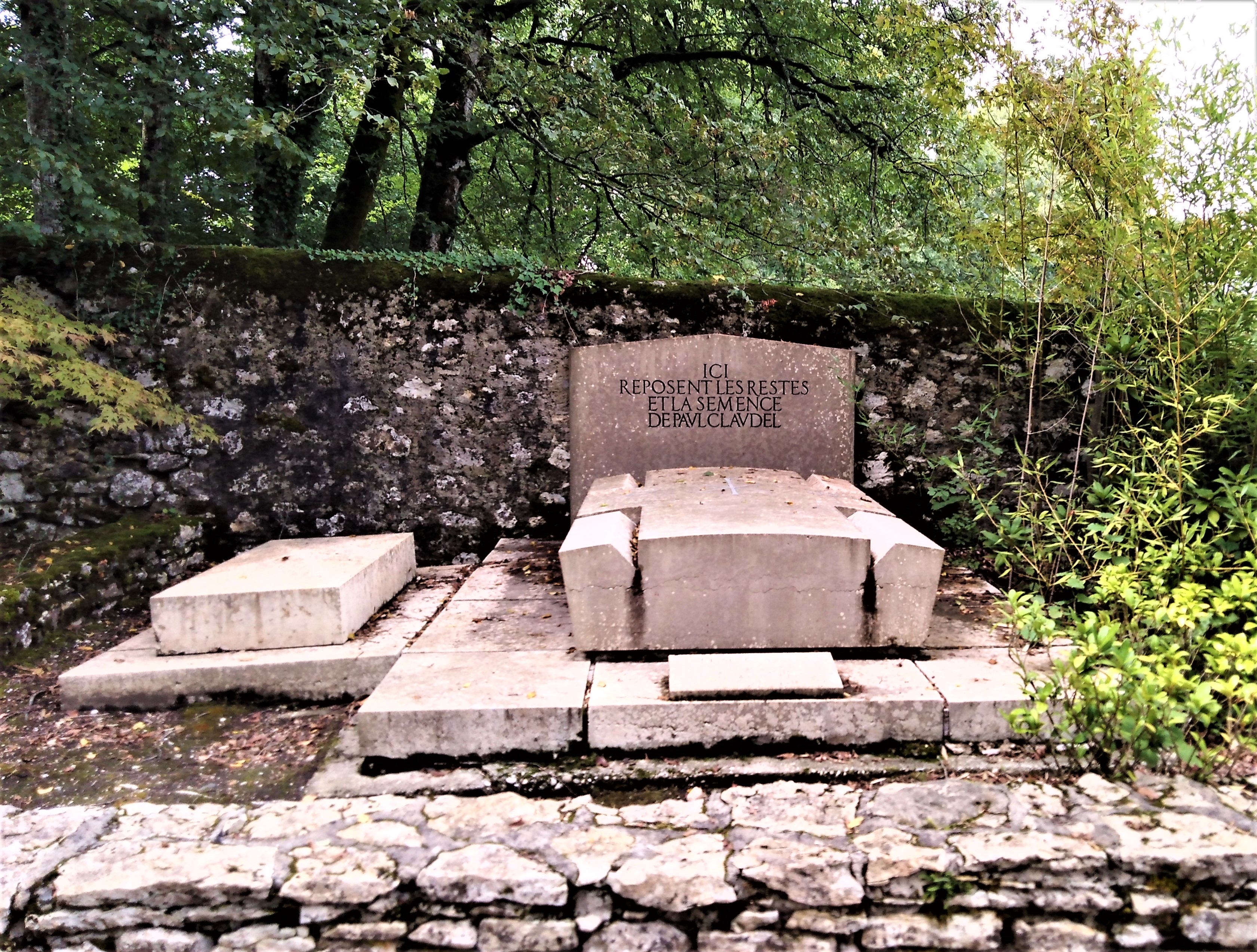
Tombe de Paul Claudel.
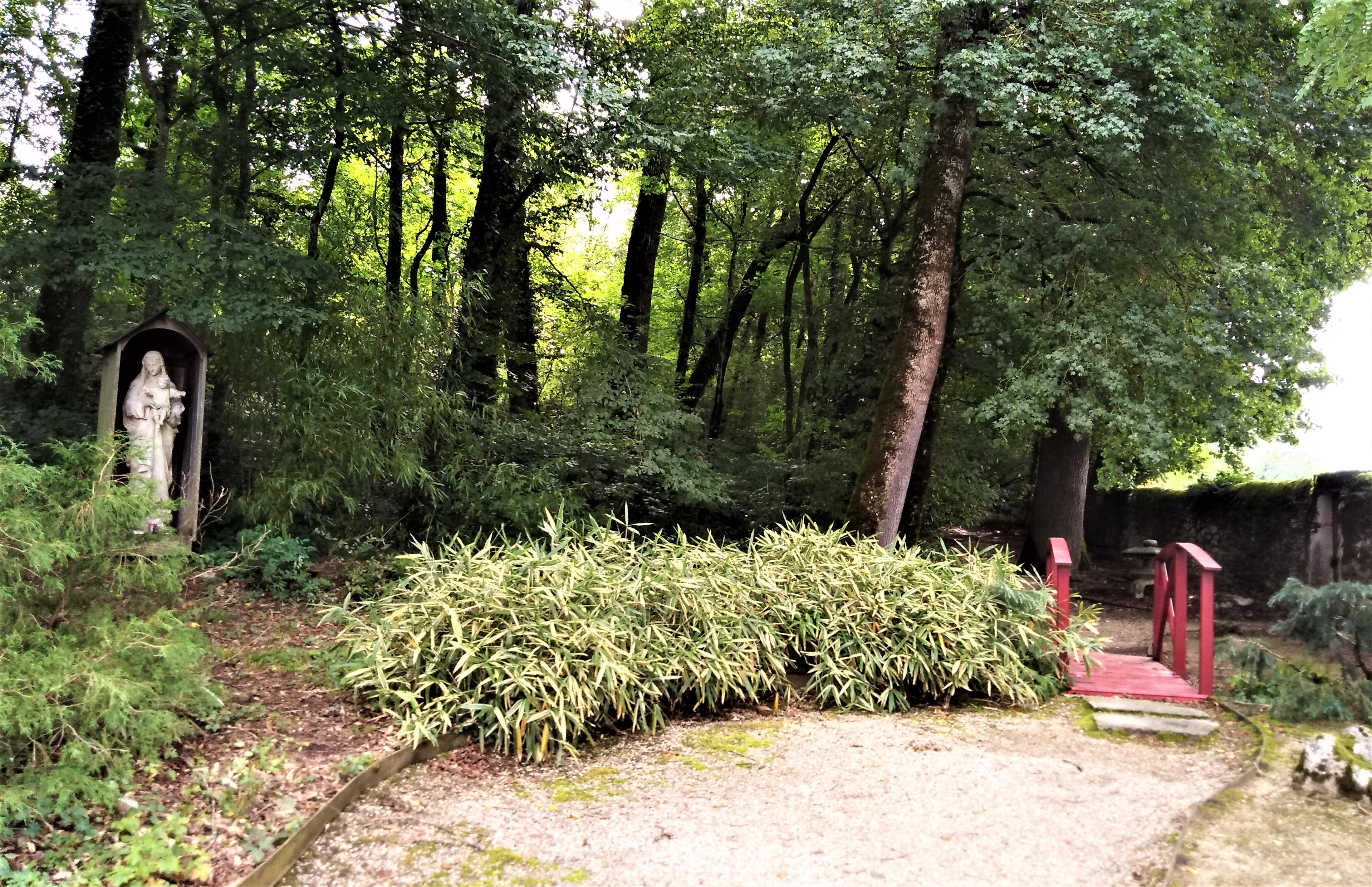
Jardin entourant la tombe de Paul Claudel.

## Visites
Propriété privée toujours habitée par les descendants de Paul Claudel, le château n'est ouvert aux visites que lors des Journées du patrimoine. Les visiteurs peuvent, à cette occasion, visiter le bureau de l'écrivain, laissé en l’état, des ouvrages de sa bibliothèque au portrait de son ami, le musicien Arthur Honegger. La tombe de Claudel est cependant toujours accessible au public.

## Manifestations
- Les rencontres (1976-2001) et nouvelles rencontres de Brangues.

En partenariat avec la communauté de communes du Pays des Couleurs (qui fusionne dans une communauté plus importante en 2017) et à l’occasion du festival annuel, les « Tréteaux de France » dirigés par Robin Renucci et le Théâtre National Populaire de Villeurbanne, dirigé par Christian Schiaretti sont accueillis dans la propriété. L’association gestionnaire de l'événement dénommé « Les Amis du château de Brangues » poursuit son activité au long de l’année sous la forme de conférences, de concerts, d’expositions, et de spectacles.

## Personnalités liées au château

### Stendhal
Le 28 décembre 1827, l'écrivain et diplomate français Stendhal prend connaissance de « l’affaire Berthet » de Brangues en lisant la Gazette des Tribunaux. Ce fait divers l'inspire pour Le Rouge et le Noir. 
Cette affaire a pour cadre le petit village de Brangues et son église qui fut reconstruite. Le roman se déroule en grande partie dans un château que beaucoup de commentateurs ont lié au château de Brangues.

### Paul Claudel
L'écrivain et diplomate français Paul Claudel  termine sa carrière diplomatique en 1936 et s'installe alors définitivement dans le château. Le travail littéraire, mené jusqu'alors parallèlement à sa carrière diplomatique, occupe désormais la plus grande part de son existence. Il reçoit à Brangues diverses notoriétés : des hommes politiques comme le président Édouard Herriot, ou des écrivains comme François Mauriac. Il sera enterré dans le parc du château ; sa tombe porte l'épitaphe : « Ici reposent les restes et la semence de Paul Claudel. ». Sa tombe est située à l'ombre d'un peuplier planté par l'acteur Jean-Louis Barrault.

L'écrivain évoque sa terre dans ses Œuvres en Prose, publiées par Gallimard, collection la Pléiade : 
« 
Brangues, c'est sans doute cette syllabe de bronze monnayée trois fois le jour par l'Angélus, à laquelle mon oreille, à travers ce présent qui est déjà l'avenir, était préparée, pour que, après cette longue enquête poursuivie à travers toute la terre, j'y associe le repos de mes dernières années.  »